# آرامگاه خواجه
آرامگاه خواجه مربوط به دوران‌های تاریخی پس از اسلام است و در شهرستان هامون، بخش تیمورآباد، روستای کوه خواجه واقع شده و این اثر در تاریخ ۳۰ تیر ۱۳۸۴ با شمارهٔ ثبت ۱۲۲۸۸ به‌عنوان یکی از آثار ملی ایران به ثبت رسیده است.